# Der Vilner Shtot Khazn
Der Vilner Shtot Khazn (englischer OT Ouverture to Glory, deutsch Der Kantor der Stadt Wilna) war ein jiddischer Spielfilm von 1940 in den USA.

## Handlung
Der Chasan der Große Synagoge Vilnius singt das Kol Nidre zu Jom Kippur. Der Gesang ist so ergreifend, dass er eingeladen wird, in Warschau eine Opernkarriere zu beginnen. Schweren Herzens und gegen den Willen seines Schwiegervaters willigt er ein.
In Warschau erfährt er vom Tod seines Sohnes. Die Stimme versagt ihm und er kehrt nach Vilnius zurück. Er singt das Kol Nidre und die Stimme kommt wieder. Beim Gesang stirbt er an Herzstillstand.

## Produktion
Er war der dritte Film mit dem überragenden Moishe Oysher in der Hauptrolle des Chasans. Für Regisseur Max Nosseck war es der erste Film in den USA nach seiner Emigration aus Europa. Es blieb sein einziger jiddischer Film.